# Ajka
Ajka er en by i det vestlige Ungarn med 26.408(2024) indbyggere. Byen ligger i provinsen Veszprém.